# Référendum de 2022 aux Îles Cook
Le référendum de 2022 aux Îles Cook a lieu le 1er août 2022 en même temps que les élections législatives afin de permettre à la population de se prononcer sur la légalisation du cannabis médical.
Le référendum est de nature consultative, et la mise en œuvre postérieure du projet dépend donc du vote d'une loi par le Parlement des Îles Cook. 
La population se prononce largement en faveur de la légalisation.

## Contexte

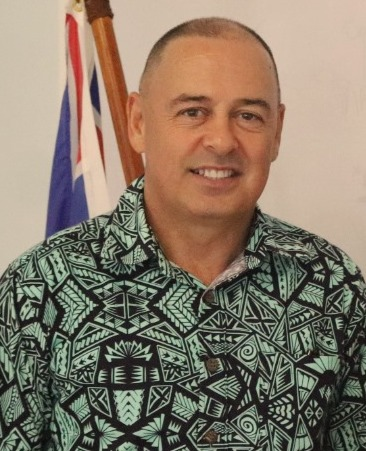
Mark Brown

Le Premier ministre Mark Brown, à la tête depuis 2020 d'un gouvernement de coalition mené par le Parti des îles Cook, propose le 24 mai 2022 d'organiser un référendum sur la légalisation de l'usage médical du cannabis en même temps que les élections législatives prévues le 1er août 2022. Purement consultatif, le référendum n'est pas légalement contraignant, et laisserait donc le Parlement issu des législatives libre d'adopter ou non une législation en ce sens. Le Premier ministre cite notamment l'organisation récente d'un référendum sur la légalisation du cannabis en Nouvelle-Zélande, et affirme vouloir simplement « jauger » l'opinion publique sur cette question.
Le projet reçoit rapidement le soutien de la cheffe de l'opposition, la dirigeante du Parti démocrate Tina Browne. Il est par conséquent officiellement proposé par le gouvernement le 21 juin 2022, et approuvé six jours plus tard par la commission électorale, qui l'organise conjointement aux législatives,. La question posée est « Devons nous amender nos lois sur le cannabis afin d'autoriser son usage à but médical et pour la recherche ? »,.

## Résultats
Contrairement aux élections, le gouvernement ne publie pas de chiffres détaillés des résultats, annonçant simplement que, sur le total des inscrits, 62 % ont voté pour, 35 % contre et 3 % blanc ou nul,,,. Vainqueur des élections législatives, le Premier ministre Mark Brown annonce que le résultat largement favorable à la légalisation va conduire son gouvernement à l'entreprendre rapidement.
Le gouvernement réaffirme courant août ne pas avoir l'intention de légaliser le cannabis à usage récréatif.